# Jan Pilatus
Jan Pilatus, pseud. Dilatus, (ur. 1626 w Litovlu, zm. 21 października 1689 w Brnie) — nauczyciel i kaznodzieja.
Jan Pilatus był studentem Marcina Strzody. Tak jak jego nauczyciel, Dilatus też był jezuitą. Jest on autorem życiorysu ks. Strzody: "Vita R. ac Ven. P. Martini Stredonii S. J.". Rękopis biografii jest przechowywany w Archiwum Ziemi Morawskiej w Brnie.
W 1645 roku Jan Pilatus brał udział w obronie Brna przed najazdem szwedzkim, stojąc w szeregach legionu studenckiego.